# Xibe
De Xibe, Sibe of Sibo (ᠰᡞᠪᡝ Xibe; Traditioneel Chinees: 錫伯族; Vereenvoudigd Chinees: 锡伯族; pinyin: Xībózú) zijn een volk in China. De Xibe zijn erkend als een van de 56 officieel erkende etnische groepen in China. Ze leven voornamelijk in de provincies Liaoning en Qinghai, respectievelijk in het oosten en westen van China. Kleinere aantallen Xibe wonen in Heilongjiang en Jilin.

## Historie
De Xibe leefden vroeger in de twee valleien van de Songhua en Nonni (Nen rivier) rivieren in centraal Mantsjoerije. Ze stonden onder controle van de Khorchin Mongolen, nadat ze in 1593 als een van de negen staten waren verslagen door Nurhaci, de grondlegger van de Mantsjoe-dynastie in China. Zelfs nog nadat de Khorchin zelf onder de macht van de Mantsjoe Qing-dynastie waren gevallen werden ze nog licht door hun beïnvloed.
Het volk kwam in direct contact met de Qing-dynastie door veldtochten tegen Rusland uit te voeren. In 1692 werden de Xibe, samen met de Daur en Gūwalca verkocht aan keizer Kangxi. Ze werden opgenomen in de Acht Vendels, de administratieve divisies in Mantsjoerije. Ze werden in Qiqihar gestationeerd en legers van Xibe vochten voor de gebiedsuitbreiding van China. Nadat Oost-Turkestan was veroverd in 1764 werden ze door keizer Qianlong ter plekke gelegerd om de grens te bewaken. Dit is de reden waarom een groot deel van de Xibe zich op dit moment in Sinkiang bevindt, met name rond de plaats Qapqal ten zuiden van de Ili. Hier werd het speciale Autonome Xibe Arrondissement Qapqal gesticht.

## Taal & Cultuur
De Xibe hebben altijd erg dicht bij de Mantsjoes gestaan. Veel van de cultuur en taal komen met elkaar overeen. Daarnaast wordt hetzelfde schrift gebruikt. Traditioneel gezien leefden de Xibe in hala's, een soort clans van mensen met dezelfde achternaam. In huizen leefden drie generaties naast elkaar en men geloofde dat zonen niet uit de clan kon gaan en het huis verlaten, zolang de vader nog leefde.
Achang · Akha · Bai · Baima · Blang (Bulong) · Bonan · Buyi · Dai · Daur · De'ang · Dong · Dongxiang · Drung · Evenken · Gaoshan (Taiwanese aboriginals) · Gelao · Gin (Vietnamezen) · Han · Hani · Hlai (Li) · Hui · Jingpo · Jino · Kazachen · Kirgiezen · Koreanen · Lahu · Lhoba · Lisu · Mantsjoes · Maonan · Miao (Hmong) · Mongolen · Monpa (Menba) · Mulam (Mulao) · Nanai (Hezhe) · Naxi · Nu · Oeigoeren · Oezbeken · Oroqen · Pumi · Qiang · Russen · Salar · She · Sui · Tadzjieken · Tataren · Tibetanen (Zang) · Tu · Tujia · Wa (Va) · Yao · Yi · Yugur · Xibe · Zhuang